# Władysław Kossowski
 Władysław Kossowski  (ur. 1836 zm. po 1879) – oficer armii rosyjskiej, spiskowiec, powstaniec z 1863, sybirak.

## Życiorys
Władysław Kossowski urodził się w 1836, jego ojciec Gedeon był zarządcą majątku ziemskiego W. Branickiego w powiecie wasilkowskim na Ukrainie. Uczył się w Winnicy i Białej Cerkwi. W wieku 15 lat rozpoczął naukę w petersburskiej Szkole Artyleryjskiej. W latach 1851–1858 był kadetem Akademii Artylerii w Petersburgu.
Po ukończeniu edukacji pozostał w szkole jako asystent w laboratorium chemicznym, w stopniu porucznika gwardyjskiej artylerii konnej. W tym okresie związał się z organizacjami spiskowymi oficerów, należał do Koła Oficerów Polskich, którym kierował Zygmunt Sierakowski. W 1861 zasymulował chorobę, wziął urlop dla ratowania zdrowia i wyjechał na leczenie za granicę. Przewoził listy od Sierakowskiego i Zwierzdowskiego do Aleksandra Gutrry'ego i innych polityków na emigracji. Do Paryża przyjechał zatrzymując się w Wiedniu, Heidelbergu i Brukseli. W Paryżu został członkiem Towarzystwa Młodzieży Polskiej. Należał do grona przeciwników i krytyków Mierosławskiego, którego uważał za szarlatana. 

W 1862 z polecenia Sierakowskiego udał się razem z Padlewskim do Genui, do Polskiej Szkoły Wojskowej, w lutym szkołę opuścił skłócony z nauczycielami i słuchaczami Mierosławski. Nowym komendantem mianowano powszechnie szanowanego i lubianego generała Józefa Wysockiego. Pod pseudonimem de Lille, Kossowski został jednym z wykładowców szkoły. W klasie artylerii uczył przyszłych powstańców topografii, fortyfikacji polowej a także pirotechniki i geometrii. Po rozwiązaniu szkoły w połowie 1862 znalazł się w Paryżu bez stałego zajęcia i środków do życia. Sierakowski pomógł mu wówczas uzyskać posadę kuriera w ambasadzie carskiej. Jesienią 1862 Kossowski powrócił do Petersburga, stanął na czele komitetu powstańczego, którego zadaniem było zbieranie funduszy, tajnych informacji oraz organizowanie przerzutu ochotników do powstania. Kossowski był też łącznikiem Rządu Narodowego z rosyjską organizacją spiskową, Komitetem Ziemli i Woli. Od początku powstania ściśle współpracował z Wydziałem Prowincjonalnym rządu powstańczego w Wilnie, w kwietniu 1863 niespodziewanie złożył rezygnację z pełnionych funkcji, jego obowiązki w organizacji powstańczej z rozkazu Sierakowskiego przejął Jozafat Ohryzko. Kossowski wystarał się o przeniesienie służbowe do Kijowa. We wrześniu 1864 został aresztowany, obciążył go w śledztwie W. Midłakowski. Kossowskiego przewieziono do Wilna, gdzie przygotowywano proces Ohryzki. W więzieniu został złamany przez śledczych Gogiela i Łosiewa, za obietnicę darowania życia, poprawę warunków (m.in pozwolono mu wziąć ślub), obciążył w zeznaniach i w konfrontacji Ohryzkę i L. Pantelejewa, o swojej roli mówił, że był przypadkowo zamieszanym, mimowolnym świadkiem wydarzeń. Został skazany na zesłanie do guberni irkuckiej, gdzie przebywał od 1865, izolowany i otoczony niechęcią przez innych zesłańców. W 1869 został przeniesiony nad Wiatkę, a w 1873 otrzymał prawo do osiedlenia się w guberni kijowskiej. Zmarł po 1879.